# Lovex
Lovex ist eine sechsköpfige Rockband aus Tampere, Finnland.

## Geschichte

### Karrierebeginn in Finnland
Die Band wurde im Herbst 2001 gegründet. Zu Beginn waren noch Jussi Selo (heute Uniklubi) als Sänger und Tuomas Rajamäki am Schlagzeug in der Band. Beide stiegen jedoch 2003 aus, Jussi deshalb, weil er nicht auf Englisch singen wollte, von Tuomas sind keine Gründe bekannt.
Die beiden wurden ersetzt durch Torsti Mäkinen, der sich in der Band Theon nennt, als Sänger und den damals erst 15-jährigen Juho Järvensivu, der sich in der Band Julian nennt.
Zuerst spielten Lovex als Coverband, doch begannen sie dann relativ rasch, eigene Songs zu schreiben.
Die erste Single Bleeding erschien am 10. August 2005 in Finnland als eine Vorveröffentlichung aus ihrem Debütalbum Divine Insanity. Die Single schaffte es sogleich bis auf Platz zwei in den finnischen Singlecharts. Am 1. Februar 2006 folgte Guardian Angel, diese Single war auch die erste, die in Deutschland veröffentlicht wurde. In Finnland erreichte die Single den ersten Platz der Charts und wurde zu einem der meistgespielten Titel des Jahres 2006. Auch die Folgesingles Die A Little More, Remorse und Anyone Anymore schafften es in die Top 3 der finnischen Singlecharts. Mit Anyone Anymore traten Lovex zudem 2007 beim Euroviisut, dem finnischen Vorentscheid zum Eurovision Song Contest, an. Sie belegten den dritten Platz hinter Hanna Pakarinen und Thunderstone.
Das erste Album der Band, das den Titel Divine Insanity trägt, wurde am 1. März 2006 in Finnland veröffentlicht. Es erreichte in den Charts Platz vier.

### Internationaler Durchbruch
Durch den großen Erfolg der Band in Finnland wurden auch außerfinnische Plattenfirmen auf die Band aufmerksam. Im Dezember 2006 wurden sie von der deutschen Plattenfirma Gun Records, welche unter anderem auch die finnische Erfolgsband HIM in ihren Anfangszeiten in Deutschland unterstützte, unter Vertrag genommen. Am 5. Januar 2007 erschien dann die Single Guardian Angel auch in Deutschland, am 16. Februar folgte Divine Insanity, das Album wurde auch in Österreich und der Schweiz veröffentlicht.
Auf die Veröffentlichung folgten zwei Tourneen, während denen Lovex außer in den Ländern, in denen ihr Album veröffentlicht wurde, auch in der Tschechischen Republik spielten. Beide Touren waren ein Erfolg für die Band und dieser Erfolg ließ das japanische Plattenlabel EMI Toshiba auf die Band aufmerksam werden. Auf den Vertragsabschluss erfolgte die Veröffentlichung von Divine Insanity am 19. September in Japan.
Im Jahr 2008 erschien dann das zweite Studioalbum der Band. Pretend or Surrender erschien Ende April in Finnland und im Verlauf des Mai in Deutschland und Japan. Das zweite Album präsentiert sich etwas härter und dunkler als Divine Insanity. Als erste Single wurde der mit 80er-Jahre-Elementen ausgestattete Song Take A Shot veröffentlicht, der es in den finnischen Charts bis auf Platz 5 schaffte. Ihm folgte in sehr kurzem Abstand die Websingle Turn. Im Oktober folgte eine Tour, während der Lovex außer in ihrem Heimatland Finnland auch in Tschechien, Deutschland, Österreich und der Schweiz spielten. Im Dezember folgten erste Konzerte in Russland, doch der Einstand der Band in diesem Land war denkbar schlecht, als aufgrund von Visa-Problemen die Konzerte in Moskau und St. Petersburg verschoben werden mussten.
Seit Ende 2008 wird Leadgitarrist Sammy Black, der ausschließlich Gitarren der Firma Ibanez spielt (bevorzugt siebensaitige), von dieser Firma offiziell unterstützt.
Im Februar 2009 veröffentlichten Lovex dann die Doppelsingle Don't Let Me Fall / Got What I Came For, auf die im April die Don't Let Me Fall-Tour in Deutschland und der Schweiz folgte, auf der Lovex bei sieben Konzerten in fünf für sie neuen Städten spielten.
Am 28. Juli 2009 gab die Band auf ihrer MySpace-Seite bekannt, dass sie sich von ihrem Heimatlabel EMI Music Finland getrennt hat.

## Stil
Die Musik von Lovex ist eine Mischung aus Alternative- und Hard Rock. Trotz der relativ harten Gitarrenriffs sind die Lieder sehr melodisch, was durch die weiche Stimme des Sängers Theon zusätzlich betont wird. Die Texte sind sehr emotional und nicht selten traurig. Zudem singt Theon bewusst nur auf Englisch.

## Diskografie

### Alben
- 2006 – Divine Insanity (VÖ 1. März 2006 in Finnland, 16. Februar 2007 in Deutschland)
- 2008 –  Pretend Or Surrender (VÖ 30. April 2008 in Finnland, 2. Mai 2008 in Deutschland)
- 2011 – Watch Out!
- 2013 – State of Mind (VÖ 14. August 2013 in Deutschland)

### Singles
- 2005 – Bleeding (VÖ 10. August 2005 nur in Finnland)
- 2006 – Guardian Angel (VÖ 1. Februar 2006 in Finnland, VÖ 5. Januar 2007 in Deutschland)
- 2006 – Die a Little More (VÖ 9. August 2006 nur in Finnland)
- 2006 – Remorse (VÖ 9. August 2006 nur in Finnland)
- 2007 – Anyone, Anymore / Wild and Violent (VÖ 21. Februar 2007 in Finnland und 11. Mai 2007 in Deutschland)
- 2008 – Take a Shot (VÖ 27. Februar 2007 in Finnland und 2. Mai 2008 in Deutschland)
- 2008 – Turn (VÖ 28. Mai 2008 in Finnland)
- 2009 – Don't Let Me Fall / Got What I Came For (VÖ 11. Februar 2009 als Websingle)
- 2011 – Slave For The Glory (VÖ 4. Februar 2011 in Deutschland)
- 2011 – U.S.A.
- 2013 – Action
- 2013 – Don Juan
- 2014 – California (VÖ 25. April 2014)
- 2016 – Dust Into Diamonds

### Videoalben
- 2005 – Guardian Angel
- 2006 – Bullet for the Pain
- 2007 – Anyone, Anymore
- 2008 – Take a Shot
- 2008 – Turn
- 2011 – Slave For The Glory
- 2011 – U.S.A.
- 2011 – Watch out!
- 2013 – Action
- 2013 – Don Juan
- 2013 – Miracle
- 2014 – California